# Steve Sidwell
Steven James "Steve" Sidwell (født 14. december 1982 i London, England) er en engelsk fodboldspiller, der spiller som midtbanespiller hos Premier League-klubben Brighton & Hove Albion. Tidligere har han spillet for blandt andet Chelsea, Arsenal F.C., Fulham og Reading F.C.

## Landshold
Sidwell har (pr. april 2018) endnu ikke optrådt for Englands A-landshold, men nåede at spille fem kampe for landets U-21 hold.